# ヘルペスウイルス科
ヘルペスウイルス科（ヘルペスウイルスか、Herpesviridae）は2本鎖DNAをゲノムとするDNAウイルスの一科。

## 性状
ヘルペスウイルス科に属するウイルスは線状の2本鎖DNAをゲノムとして持つDNAウイルスであり、そのビリオンは正20面体のカプシドがエンベロープに包まれた直径120～200nmの球状粒子である。ウイルスの増殖は宿主細胞の核内で行われる。

## 分類
ウイルス学上は以下の3種類に分類される。詳細は各項目の記事参照。
- アルファヘルペスウイルス亜科
- ベータヘルペスウイルス亜科
- ガンマヘルペスウイルス亜科

## 臨床像
現在まで、哺乳類、鳥類、両生類、爬虫類、魚類等の多くの動物を固有宿主として150種類以上のウイルスが分離されている。

### ヒト
ヒトが感染するヒトヘルペスウイルス(HHV：human herpes virus)には、以下の種類がある。ウイルス学上は、それぞれ上記の3つの亜科に分類される。詳細は各項目の記事参照。
- 単純ウイルス属（Simplexvirus）[1]
  - 学名：Human herpesvirus 1 (HHV-1) = 一般名：単純ヘルペスウイルス1型（HSV-1：herpes simplex virus-1）
  - 学名：Human herpesvirus 2 (HHV-2) = 一般名：単純ヘルペスウイルス2型（HSV-2：herpes simplex virus-2）
- バリセロウイルス属（Varicellovirus）
  - 学名：Human herpesvirus 3 (HHV-3) = 一般名：水痘・帯状疱疹ウイルス（VZV：varicella zoster virus）[2]
- リンフォクリプトウイルス属（Lymphocryptovirus）
  - 学名：Human herpesvirus 4 (HHV-4) = 一般名：エプスタイン・バール・ウイルス（EBV：Epstein-Barr virus）[3]
- サイトメガロウイルス属（Cytomegalovirus）
  - 学名：Human herpesvirus 5 (HHV-5) = 一般名：ヒトサイトメガロウイルス（HCMV：human cytomegalovirus）[4]
- ロゼオロウイルス属（Roseolovirus）
  - 学名：Human herpesvirus 6 (HHV-6) = 一般名：ヒトヘルペスウイルス6 1986年に米国ベス・イスラエル・ディーコネス医療センターのSaira Salahuddinらによって発見され、1988年に大阪大学医学部の山西弘一らによってHHV-6Bが突発性発疹の原因であることが報告された。薬剤性過敏症症候群の関連要因と考えられている[5]。一般的に日本では乳幼児期に抗体を獲得している場合がほとんどであり、不顕性感染していると考えられている。
  - 学名：Human herpesvirus 7 (HHV-7)[6]= 一般名：ヒトヘルペスウイルス7 1990年にアメリカ国立衛生研究所のNiza Frenkelらによって報告され、1994年に大阪大学医学部の田中馨子らによって突発性発疹の原因であることが報告された。一般的に日本では乳幼児期に抗体を獲得している場合がほとんどであり、不顕性感染していると考えられている。
- ラディノウイルス属（Rhadinovirus）
  - 学名：Human herpesvirus 8 (HHV-8) = 一般名：カポジ肉腫関連ヘルペスウイルス（KSHV：Kaposi's sarcoma-associated herpesvirus）

### ウシ
- 牛ヘルペスウイルス1型（BHV-1）

### トリ
- 七面鳥ヘルペスウイルス = 一般名マレック病ウイルス（MDV：Marek's disease virus）

## 抗ウイルス薬
ヘルペスウイルスに関しては以下の治療薬がある。

### 一般ヘルペスウイルス
- アシクロビル（ゾビラックス）
- バラシクロビル（バルトレックス）
- ペンシクロビル（デナビル）日本では未承認
- ファムシクロビル（ファムビル）

#### 帯状疱疹
- ビダラビン（アラセナ-A、カサールクリーム）
- イドクスウリジン（IDU点眼液）

#### 単純ヘルペス性角膜炎
- ソリブジン（ユースビル）承認取下
- ブリブジン

## 関連文献
- 小杉伊三夫「ヘルペスウイルス（ＨＨＶ1‐8）のウイルス学 3.サイトメガロウイルス（ＣＭＶ）」『ウイルス』第60巻第2号、日本ウイルス学会、2010年、209-220頁、doi:10.2222/jsv.60.209、ISSN 0042-6857、PMID 21488334。